# Charançon andin de la pomme de terre
Taxons concernés
Dans la famille Curculionidae :
- Les genres :
  - Premnotrypes
  - Phyrdenus
  - Rhigopsidiusmodifier

Les charançons andins de la pomme de terre (connus en espagnol sous les noms de gorgojos de los Andes ou gusanos blancos de la papa) sont des insectes coléoptères de la famille des Curculionidae qui sont des ravageurs importants des cultures de pomme de terre en Amérique du Sud, notamment dans les régions élevées des Andes. Ces insectes appartiennent principalement au genre Premnotrypes, mais également à des genres voisins (Phyrdenus, Rhigopsidius).
Les dommages sont causés principalement par les larves qui vivent dans des galeries creusées dans les tubercules, rendant ceux-ci impropres à la consommation ou à leur usage comme semences. Ces insectes sont connus dans les régions andines, du moins sous leur forme larvaire, depuis des temps immémoriaux et sont appelés papa kuru (« ver de la pomme de terre ») en quechua.

## Le complexe du charançon andin de la pomme de terre
Les charançons andins de la pomme de terre, que les paysans des Andes connaissent le plus souvent sous le nom de gusano blanco (ver blanc), constituent un « complexe » comprenant diverses espèces ayant un cycle biologique très similaire. Ces espèces ont été identifiées progressivement mais leur nombre exact reste indéterminé.
Les espèces connues appartiennent à trois genres de Cucurlionidae, appartenant à des sous-familles différentes. :
- Premnotrypes (synonymes Trypopremnon Pierce, Solonaophagus Hustache, Plastoleptos Heller), sous-famille des Entiminae, tribu des Premnotrypini, est le plus important avec une douzaine d'espèces, dont les plus importantes et les plus communes sont Premnotrypes latithorax, Premnotrypes suturicallus et Premnotrypes vorax, considérées comme des espèces allopatriques au Pérou,
- Phyrdenus, sous-famille des Cryptorrhynchinae, tribu des Cryptorrhynchini, avec une espèce, Phyrdenus muriceus, qui fut la première espèce du complexe décrite en Argentine en 1824,
- Rhigopsidius, unique genre de la sous-famille des Rhytirrhininae, tribu des Rhytirrhinini, avec deux espèces, Rhigopsidius piercei et Rhigopsidius tucumanus (seconde espèce du complexe décrite en 1906).